# جون لويس كوفي
جون لويس كوفي (بالإنجليزية: John Louis Coffey)‏ هو محامي وقاضي أمريكي، ولد في 15 أبريل 1922 في ميلواكي في الولايات المتحدة، وتوفي في 10 نوفمبر 2012 في وايتفيش في الولايات المتحدة.